# NUT (estudio de animación)
NUT Co., Ltd. (株式会社ナット Kabushiki-gaisha Natto?) es un estudio de animación japonés establecido en 2017.

## Historia
Fue establecido en 2017 por Masayuki Narai, quien trabajó como director de filmación y CG en Madhouse, y Takuya Tsunoki, quien trabajó como productor de animación para Photo Kano, Chihayafuru y Mahō Sensō.

## Trabajos

### Series de televisión
| Año  | Título           | Director(es)       | Fecha de primera transmisión | Fecha de última transmisión | Eps. | Notas                                                                                    | Refs.         |
| ---- | ---------------- | ------------------ | ---------------------------- | --------------------------- | ---- | ---------------------------------------------------------------------------------------- | ------------- |
| 2017 | Yōjo Senki       | Yutaka Uemura      | 6 de enero de 2017           | 31 de marzo de 2017         | 12   | Adaptación de la novela ligera escrita por Carlo Zen e ilustrada por Shinobu Shinotsuki. | [ 5 ]         |
| 2018 | FLCL Alternative | Katsuyuki Motohiro | 8 de septiembre de 2018      | 13 de octubre de 2018       | 6    | Tercera temporada de FLCL. Coproducción junto a Production I.G y Revoroot.               | [ 6 ]         |
| 2020 | Deca-Dence       | Yuzuru Tachikawa   | 8 de julio de 2020           | 23 de septiembre de 2020    | 12   | Historia original.                                                                       | [ 7 ]         |
| 2023 | FLCL Shoegaze    | Yutaka Uemura      | 1 de octubre de 2023         | 15 de octubre de 2023       | 3    | Quinta temporada de FLCL. Coproducción junto a Production I.G.                           | [ 8 ]         |
| 2023 | Bullbuster       | Hiroyasu Aoki      | 4 de octubre de 2023         | 20 de diciembre de 2023     | 13   | Basado en una franquicia multimedia de Kadokawa Corporation.                             | [ 9 ]         |
| 2024 | Negaposi Angler  | Yutaka Uemura      | 3 de octubre de 2024         | 19 de diciembre de 2024     | 12   | Historia original.                                                                       | [ 10 ] [ 11 ] |
| —    | Yōjo Senki II    | Yutaka Uemura      | —                            | —                           | —    | Secuela de Yōjo Senki Movie.                                                             | [ 12 ]        |

### Películas
| Año  | Título           | Director(es)     | Duración | Notas                                                           | Refs.  |
| ---- | ---------------- | ---------------- | -------- | --------------------------------------------------------------- | ------ |
| 2019 | Yōjo Senki Movie | Yutaka Uemura    | 98m      | Secuela de Yōjo Senki.                                          | [ 13 ] |
| 2023 | Blue Giant       | Yuzuru Tachikawa | 120m     | Adaptación del manga escrito e ilustrado por Shinichi Ishizuka. | [ 14 ] |

### ONAs
| Año  | Título                                 | Director(es)     | Fecha de primera transmisión | Fecha de última transmisión | Eps. | Notas                                                                                    | Refs.  |
| ---- | -------------------------------------- | ---------------- | ---------------------------- | --------------------------- | ---- | ---------------------------------------------------------------------------------------- | ------ |
| 2021 | Yōjo Senki: Sabaku no Pasta Daisakusen | Yuzuru Tachikawa | 19 de junio de 2021          | 19 de junio de 2021         | 1    | Adaptación de la novela ligera escrita por Carlo Zen e ilustrada por Shinobu Shinotsuki. | [ 15 ] |

### Especiales
| Año  | Título                    | Director(es)     | Fecha de primera transmisión | Fecha de última transmisión | Eps. | Notas                                              | Refs.  |
| ---- | ------------------------- | ---------------- | ---------------------------- | --------------------------- | ---- | -------------------------------------------------- | ------ |
| 2017 | Yōjo Senki: Senkyō Hōkoku | Yuzuru Tachikawa | 17 de febrero de 2017        | 17 de febrero de 2017       | 1    | Resumen de los primeros 6 episodios de Yōjo Senki. | [ 15 ] |
| 2020 | Deca-Dence: Install       | Yutaka Uemura    | 7 de agosto de 2020          | 7 de agosto de 2020         | 1    | Resumen de los primeros 5 episodios de Deca-Dence. | [ 15 ] |